# Dolores (Honduras)
Dolores es un municipio del departamento de Intibucá en la República de Honduras.

## Toponimia
Su nombre es en honor a la Virgen de los Dolores, figura de la iglesia católica.

## Límites
Se extiende en un terreno quebrado que presenta serranías y altiplanicies; los Río San Juan y Río Toro riegan su territorio.El municipio tiene los siguientes límites: al norte con el municipio de San Miguelito; al sur con 
el municipio de Erandique, al este con el municipio de Yamaranguila. Sus coordenadas 
14°14”00”N, 88°21”00” O y su altitud promedio es de 947.00 metros sobre nivel del mar. El 
Clima en el Municipio de Dolores Intibucá es Cálido la mayor parte del año.
Políticamente está compuesto por cuatro (4) aldeas:
 Dolores centro (cabecera municipal)
 Azacualpa o Llano de San Antonio
 San José
 Toco
| Orientación | Límite                                      |
| ----------- | ------------------------------------------- |
| Norte       | Municipio de San Miguel Guancapla, Intibucá |
| Sur         | Municipio de Erandique, Lempira             |
| Este        | Municipio de Yamaranguila, Intibucá         |
| Oeste       | Municipio de Erandique, Lempira             |

## Historia
En 1877, fue fundado en el lugar conocido con el nombre de San Juan Yolula o San Juan Panila (hoy pertenece a Erandique), pero muy pronto se trasladó al sitio en que se encuentra hoy. Está conformado por 4 aldeas y 46 caseríos registrados en el Censo Nacional de Población y Vivienda de 2013, el código de identificación  geográfica de Dolores, Intibucá  es 1005.
En 1883, ya era un municipio del Círculo de La Esperanza y pertenecía a Gracias.

## División Política
Aldeas: 4 (2013)
Caseríos: 46 (2013)
| Código | Aldea                            |
| ------ | -------------------------------- |
| 100501 | Dolores                          |
| 100502 | Azacualpa o Llano de San Antonio |
| 100503 | San José o Piedra Redonda        |
| 100504 | Toco                             |